# Iridopsis fuscolimbaria
Iridopsis fuscolimbaria är en fjärilsart som beskrevs av Pieter Cornelius Tobias Snellen 1874. Iridopsis fuscolimbaria ingår i släktet Iridopsis och familjen mätare. Inga underarter finns listade i Catalogue of Life.